# Cinematronics

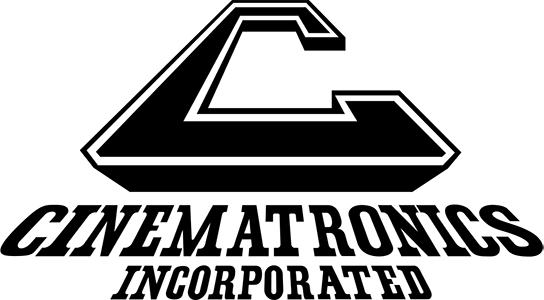
Cinematronics的Logo

Cinematronics是美国街机游戏开发先驱，成立于1975年，在矢量显示器游戏时代处于全盛期。当同期公司开发光栅显示器游戏时，Cinematronics和雅达利发行了矢量图形游戏。当时这一画面效果更强且众不同，但早期作品只能显示黑白画面。公司1987年结业。